# Pharzites cingulatus
Pharzites cingulatus är en stekelart som först beskrevs av Tosquinet 1903.  Pharzites cingulatus ingår i släktet Pharzites och familjen brokparasitsteklar. Inga underarter finns listade i Catalogue of Life.